# Домашня автоматизація
Домашня автоматизація — це автоматизація для будівлі, дому. Система домашньої автоматизації відстежує та/або регулює такі технічні системи будинку як освітлення, кліматична система, розважальна система та інше обладнання. Вона також може включати такі системи домашньої безпеки як контроль доступу та сигналізація.
Фраза «розумний дім» стосується пристроїв домашньої автоматизації, що мають доступ до інтернету. «Домашня автоматизація» — ширша категорія, що включає будь-який пристрій, що може передавати свій статус та керуватися за допомогою радіосигналу, а не тільки пристрої з доступом через інтернет. У разі підключення через інтернет, домашні датчики та активні пристрої є важливою складовою «інтернету речей» («IoT»).
Система домашньої автоматизації зазвичай підключає керовані пристрої до центрального концентратора «розумного будинку» (його іноді називають «шлюзом»). Інтерфейс користувача для керування системою використовує як настінні термінали, планшети або настільні комп'ютери, застосунки для мобільних телефонів, так і веб-інтерфейс, що також може бути доступний за межами будівлі через інтернет.

## Історія

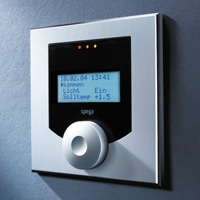
Кімнатний блок керування

Домашня автоматизація починалася з машин, що полегшували працю. Повноцінні домашні прилади, що працюють від електроенергії або газу з'явилися в 1900-х роках з появою мереж електроживлення, і привели до появи пральних машин (1904), водонагрівачів (1889), холодильників (1913), швейних машин, посудомийних машин та сушарок одягу.
У 1975 році розроблено першу технологію мережі домашньої автоматизації загального призначення X10. Це комунікаційний протокол для електронних пристроїв. Вона використовує насамперед силові системи передавання електроенергії для надсилання сигналів і керування, де використовуються короткі радіочастотні імпульси цифрових даних. Ця технологія є найдоступнішою.
До 2012 року у США, згідно з ABI Research, було встановлено 1,5 млн систем домашньої автоматизації. За даними дослідницької фірми Statista до кінця 2018 року в помешканнях у США мало бути встановлено більше 45 млн пристроїв «розумного дому».
В англійській мові на позначення домашньої автоматики з'явилося слово «domotics» — скорочення латинського слова «дім» (domus) та слова «robotics». Слово «розумний» у назві «розумний дім» вказує на систему, яка усвідомлює стан її пристроїв, що реалізовано через протокол інформаційних і комунікаційних технологій (ICT) та через «Інтернет речей» (IoT).

## Застосування та технології

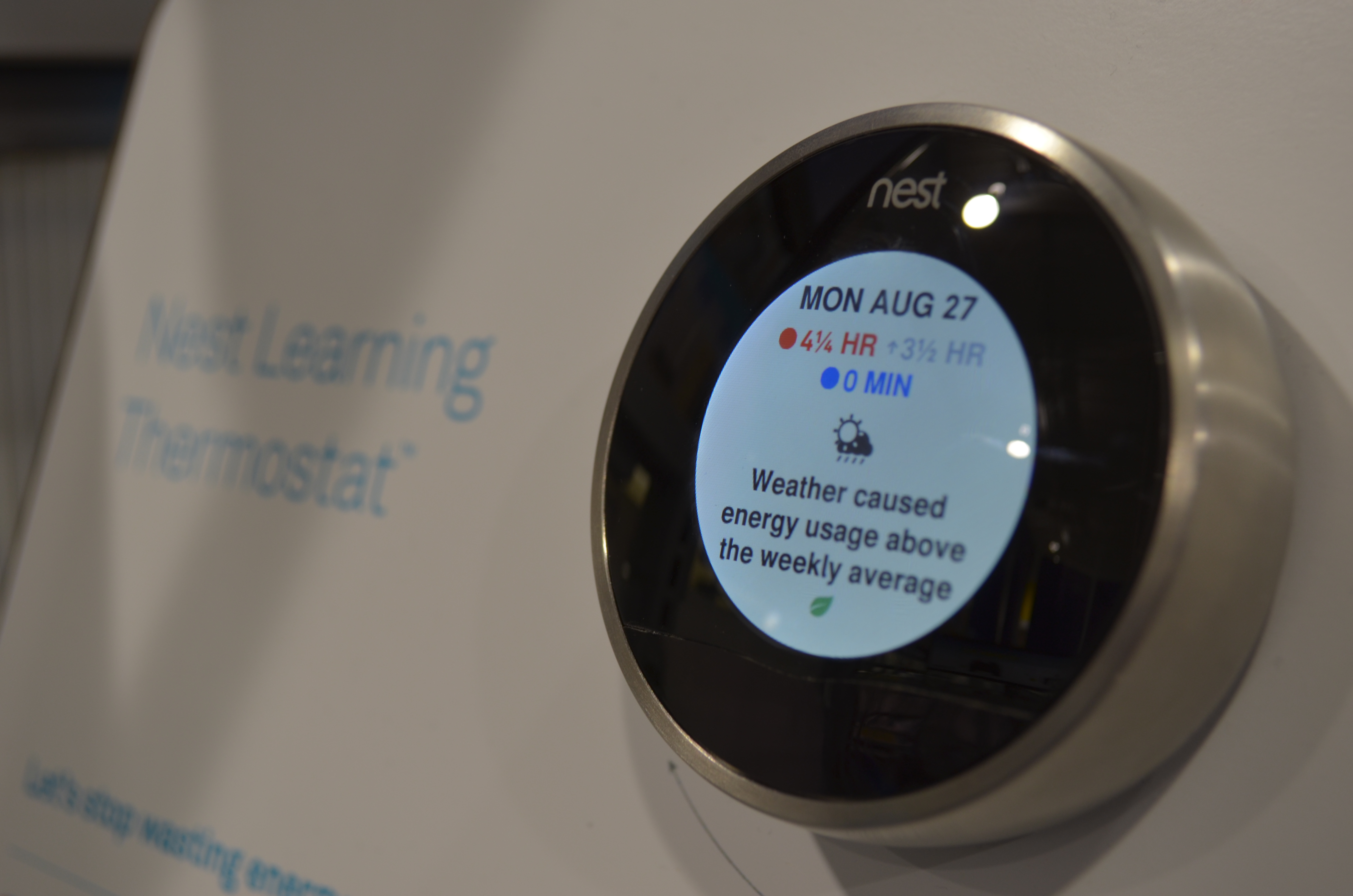
Nest Learning Thermostat показує вплив погоди на споживання енергії

Домашня автоматизація поширена в різноманітних сферах:
- Опалення, вентиляцію та кондиціювання: є можливість дистанційного контролю за усіма пристроями енергетичного моніторингу через інтернет із простим і дружнім інтерфейсом користувача.
- Система керування освітленням: «розумна» мережа, що включає комунікацію між різними входами і виходами системи освітлення використовуючи один або більше центральних обчислювальних пристроїв.
- Система, що враховує присутність мешканців: можливо визначати присутність людини в будинку використовуючи датчики, розумні прилади та датчики навколишнього середовища, такі як вимірювачі CO2[9], які можуть бути інтегрованими до системи домашньої автоматизації щоб викликати автоматичну реакцію додатків для енергетичної ефективності і комфорту в будівлі.
- Керування приладами та інтеграція з розумною енергосистемою та розумним лічильником для використання, наприклад, високої віддачі енергії від сонячних батарей в середині дня для роботи пральних машин.
- Домашні ро́боти та безпека: побутова система безпеки інтегрована з системою домашньої автоматизації може надати додаткові можливості, такі як віддалене спостереження за камерами безпеки через інтернет, або контроль доступу та централізоване блокування дверей та вікон усього периметру.
- Виявлення витоків, детектори диму та CO.[10][11]
- Машина для складання білизни, ліжко, що прибирається автоматично.
- Система внутрішнього позиціювання (IPS).
- Домашня автоматизація для людей похилого віку, людей з інвалідністю.
- Догляд за домашніми тваринами і немовлятами, наприклад, для відстеження переміщень домашніх тварин і немовлят і для контролю прав доступу домашніх тварин.
- Контроль якості повітря (всередині та зовні). Наприклад, пристрої «Air Quality Egg» використовують удома для спостереженням за якістю повітря і рівнем забруднення в місті та створення мапи забруднень.
- Розумна кухня з контролем за наповненням холодильника, готовими програмами приготування, спостереженням за приготуванням їжі та ін.
- Пристрої голосового керування, такі як Amazon Alexa або Google Nest, що використовуються для керування домашніми приладами та системами.

## Реалізація

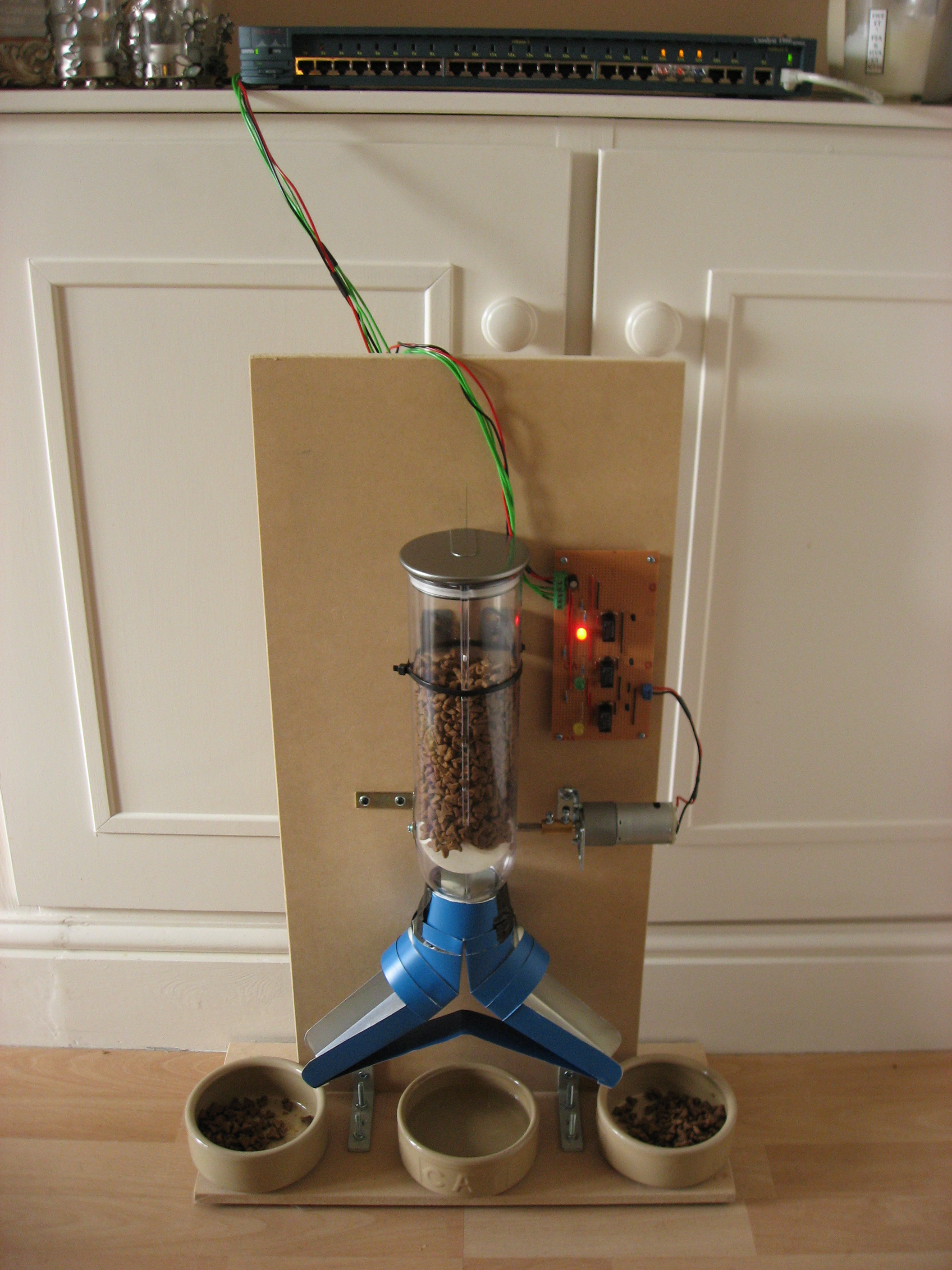
Годівниця для котів з підключенням до інтернету

У 2011 році Microsoft Research визначила, що домашня автоматизація може бути пов'язана з високою вартістю володіння, негнучкістю взаємопов'язаних пристроїв та поганою керованістю. Під час проєктування та створення систем домашньої автоматизації інженери беруть до уваги кілька факторів включаючи масштабованість, як добре прилади можуть спостерігатися і контролюватися, легкість встановлення і використання споживачем, доступність, швидкість, безпека та можливість діагностики несправностей. Висновки iControl показують, що споживачі надають перевагу легкості у використанні перед технічними інноваціями, і хоча споживачі визнають, що нові підключені пристрої мають неперевершені властивості, вони поки що не готові використовувати їх у своїх домівках.
Історично, системи продаються як єдина повна система де споживач має справу з одним постачальником для усієї системи включаючи апаратну частину, комунікаційний протокол, центральний концентратор та інтерфейс користувача. Однак, зараз є системи з відкритим апаратним та програмним забезпеченням, які можна використати замість або разом із пропрієтарним апаратним забезпеченням.
Багато з цих систем мають інтерфейс із побутовою технікою на базі Arduino або Raspberry Pi, які легко доступні онлайн у більшості магазинів електроніки. На додаток, пристрої домашньої автоматики все більше з'єднуються з мобільними телефонами через Bluetooth, що збільшує доступність та можливість налаштування для споживача.

## Критика і суперечки
Домашня автоматизація страждає від фрагментації платформи та нестачі технічних стандартів. Ситуація, коли різноманіття пристроїв домашньої автоматизації з точки зору як варіацій апаратного забезпечення так і різниці у програмному забезпеченні, що виконується на ньому, робить складною задачу розробки застосунків, що працюють між різними несумісними екосистемами. Споживачі можуть коливатися, пов'язуючи майбутнє свого «інтернету речей» із пропрієтарним програмним забезпеченням або апаратними пристроями, де використовують пропрієтарні протоколи, які можуть зникнути або стати складними для налаштування та взаємного підключення.
Суть пристроїв домашньої автоматизації може також являти проблему для безпеки, безпеки даних, приватності даних, оскільки виправлення помилок, виявлених в основній операційній системі, часто не доходять до користувачів старіших та дешевших пристроїв. Одна група дослідників каже, що невиконання постачальниками підтримки старіших пристроїв із виправленнями та оновленнями залишає більш ніж 87 % активних пристроїв вразливими.
Занепокоєння виникло в орендарів приміщень, хазяї яких вирішили модернізувати їх за допомогою розумних технологій. До таких проблем належать слабке бездротове з'єднання, яке робить двері чи прилад непридатними для використання або непрактичними; безпека дверних паролів, які зберігаються у домовласника; а також потенційне вторгнення в особисте життя, яке виникає при підключенні технологій розумного дому до домашніх мереж.
Дослідники також вивчали які є перешкоди для користувачів при інтеграції пристроїв або систем домашньої автоматизації в їхнє повсякденне життя. Одним з основних висновків щодо простоти використання було те, що користувачі більше орієнтуються на рішення «підключи і користуйся» ніж на системи зі складнішим налаштуванням. Одне з досліджень виявило, що є велика різниця між уявою користувачів і тим, як реально працюють пристрої. Точніше, дослідження показали велику кількість непорозумінь пов'язаних з тим, де зберігаються дані, зібрані «розумними пристроями» і як ці дані використовуються. Наприклад, при встановленні «розумного освітлення» одна з учасниць дослідження думала, що її iPad безпосередньо зв'язувався зі світильником, кажучи йому увімкнутися чи вимкнутися. Насправді, iPad посилає сигнал до «хмарної системи» компанії (у даному випадку «Hue Bridge»), яка далі передає сигнал безпосередньо на пристрій.
Загалом, ця сфера продовжує розвиватися та характер кожного пристрою постійно змінюється. Поки технологи працюють задля створення більш захищених, впорядкованих та стандартизованих протоколів безпеки, користувачі також мають дізнаватися більше про те, як ці пристрої працюють, і які можуть бути наслідки додавання їх до їхніх домівок. Зростання цієї сфери наразі обмежено не тільки технологіями але й схильністю користувача довіряти пристрою та успішно інтегрувати його у своє повсякденне життя.

## Вплив
Використання домашньої автоматизації може призвести до більш ефективної та розумної енергозбережної техніки. Поєднуючи інформаційні та комунікаційні технології (ICT) з системами відновлювальної енергії, такими як сонячна або вітрова енергетика, будинки можуть автоматично приймати рішення зберігати енергію чи витрачати її для певного приладу, що призводить до позитивного впливу на навколишнє середовище і зменшує рахунки за електроенергію для користувачів системи. Щоб зробити це, дослідники пропонують використовувати дані з датчиків щодо активності споживання вдома для передбачення потреб споживачів та балансування їх зі споживанням енергії.
Крім того, домашня автоматизація має великий потенціал для безпеки та охорони. Згідно з опитуванням, проведеним iControl у 2015 році, основні чинники попиту на розумні та підключені пристрої — це по-перше «особиста безпека та безпека сім'ї», а по-друге «хвилювання щодо економії енергії». Домашня автоматизація включає різноманітні розумні системи безпеки та налаштування спостереження. Це дозволяє споживачам спостерігати за їхніми домівками, коли їх немає вдома, та надавати доступ довіреним членам сім'ї до цієї інформації якщо сталося щось погане.
Попри існування багатьох конкуруючих постачальників, також докладається багато зусиль у напрямку систем з відкритим кодом. Проблемами сучасної домашньої автоматики є відсутність стандартизованих заходів безпеки та втрата можливості використання застарілих приладів за відсутності зворотної сумісності.
Домашня автоматизація має значний потенціал для обміну даними між членами сім'ї та довіреними особами заради особистої безпеки та в майбутньому зможе забезпечувати енергозбереження з позитивним впливом на довкілля.

## Галерея

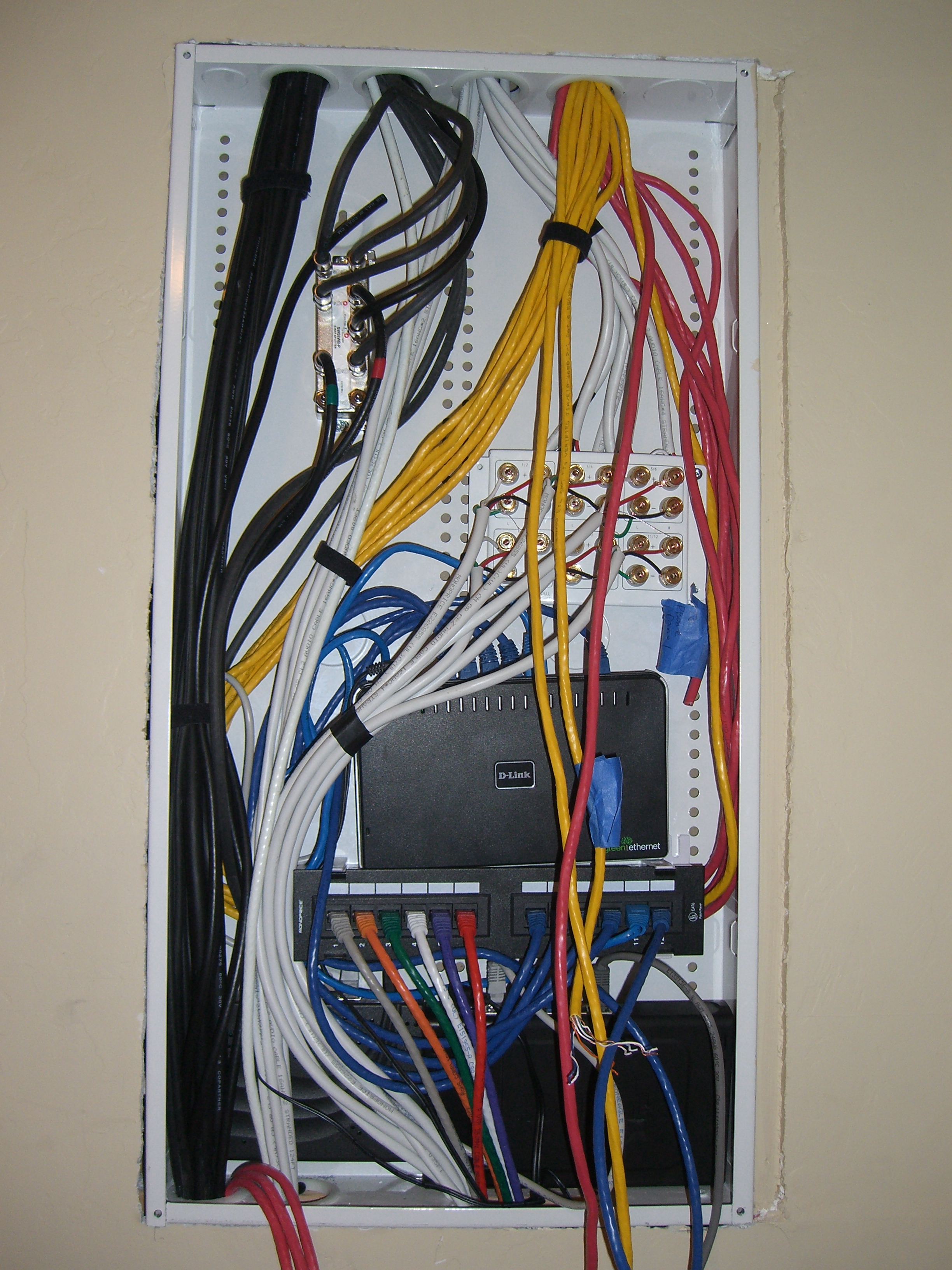
Домашня патч-панель
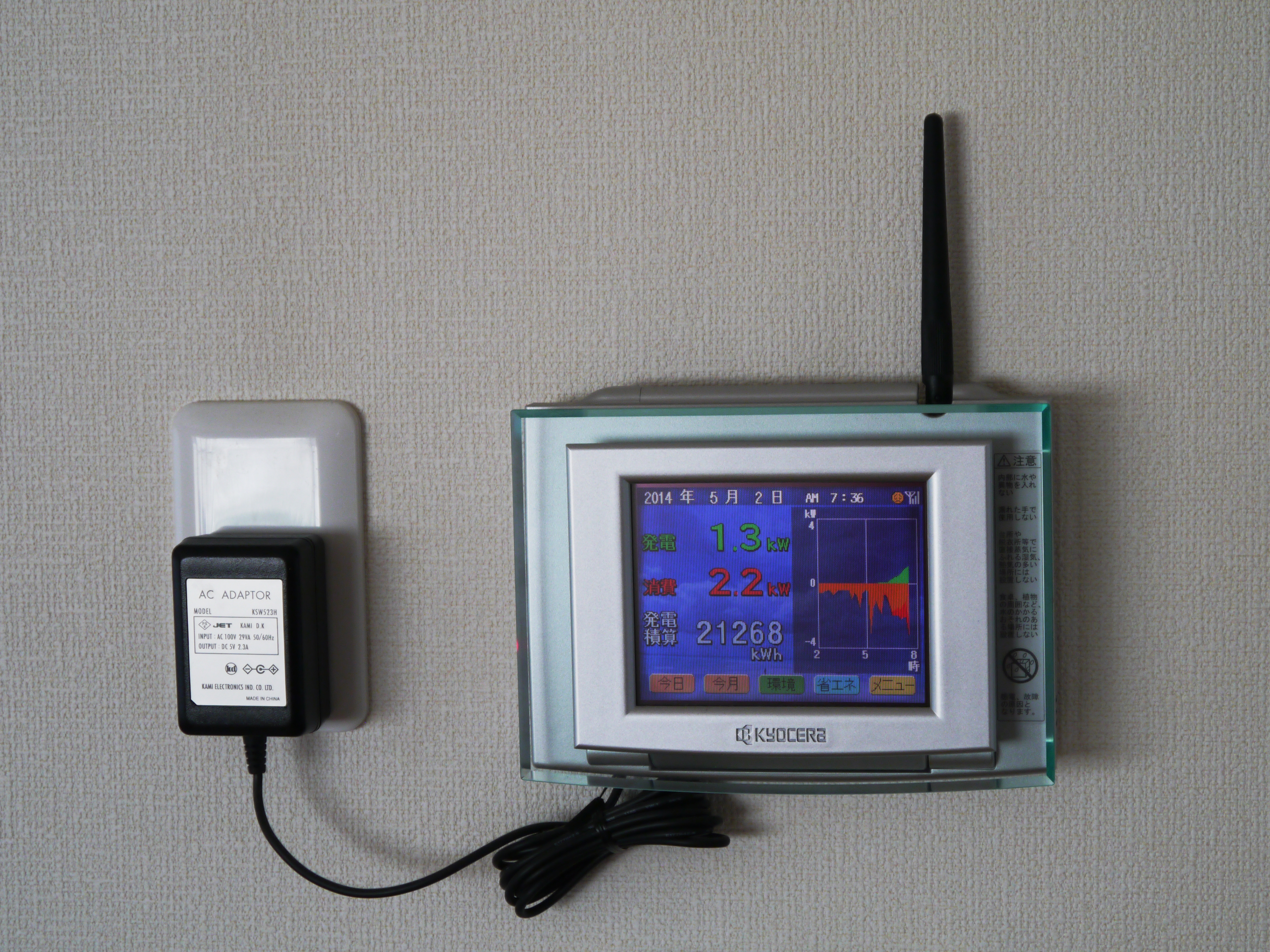
Пристрій керування сонячною панеллю